# آب‌دره (کوهرنگ)
آب‌دره، روستایی در بخش بازفت شهرستان کوهرنگ از توابع استان چهارمحال و بختیاری است.